# Episodi di Stargirl (terza stagione)
La terza e ultima stagione della serie televisiva Stargirl, intitolata Stargirl: Frenemies, composta da 13 episodi, è andata in onda sul canale statunitense The CW dal 31 agosto  al 7 dicembre 2022.
| n° | Titolo originale                                                   | Titolo italiano | Prima TV USA      | Prima TV Italia |
| -- | ------------------------------------------------------------------ | --------------- | ----------------- | --------------- |
| 1  | Chapter One: The Murder                                            |                 | 31 agosto 2022    |                 |
| 2  | Chapter Two: The Suspects                                          |                 | 7 settembre 2022  |                 |
| 3  | Chapter Three: The Blackmail                                       |                 | 14 settembre 2022 |                 |
| 4  | Chapter Four: The Evidence                                         |                 | 21 settembre 2022 |                 |
| 5  | Chapter Five: The Thief                                            |                 | 5 ottobre 2022    |                 |
| 6  | Chapter Six: The Betrayal                                          |                 | 12 ottobre 2022   |                 |
| 7  | Chapter Seven: Infinity Inc. Part One                              |                 | 19 ottobre 2022   |                 |
| 8  | Chapter Eight: Infinity Inc. Part Two                              |                 | 26 ottobre 2022   |                 |
| 9  | Chapter Nine: The Monsters                                         |                 | 2 novembre 2022   |                 |
| 10 | Chapter Ten: The Killer                                            |                 | 9 novembre 2022   |                 |
| 11 | Chapter Eleven: The Haunting                                       |                 | 16 novembre 2022  |                 |
| 12 | Chapter Twelve: The Last Will and Testament of Sylvester Pemberton |                 | 30 novembre 2022  |                 |
| 13 | Chapter Thirteen: The Reckoning                                    |                 | 7 dicembre 2022   |                 |

## Chapter One: The Murder
- Titolo originale: Chapter One: The Murder
- Diretto da: Andi Armaganian
- Scritto da: Geoff Johns

### Trama
Dopo il ritorno dei Whitmore-Dugan da un viaggio in campeggio, Pemberton teorizza di essere stato risvegliato dal legame di Courtney con lo scettro. Nonostante abbia promesso di non tornare in azione come Starman, viene sorpreso con lo scettro in azione, anche se lui e Courtney in seguito accettano di condividerlo. Steven Sharpe torna a Blue Valley sperando di fare ammenda, ma Shade gli dice di andarsene e Lawrence avverte Pat che non ci si può fidare di lui. Yolanda e Rick sono dispiaciuti dell'insistenza di Courtney a fidarsi dei cattivi che vivono a Blue Valley e dell'inclusione di Cindy nella JSA. Individuano la "No Limit Gang", formata dai precedenti associati di Gambler, ma vengono sconfitti da Artemis, che sta cercando di unirsi alla JSA. Mentre Sharpe scrive una lettera per sua figlia Rebecca, scopre le telecamere di sorveglianza poste in tutta Blue Valley e viene ucciso da un aggressore sconosciuto. La JSA lo trova morto e vede Cindy con una pistola, che dichiara la sua innocenza, ma la squadra non le crede.

## Chapter Two: The Suspects
- Titolo originale: Chapter Two: The Suspects
- Diretto da: Andi Armaganian
- Scritto da: Robbie Hyne

### Trama
Dodici ore prima, Gambler torna nella sua roulotte, con Shade che lo segue subito dopo. Nel presente, Cindy afferma che stava controllando se Sharpe stesse lavorando di nuovo con la No Limit Gang. Beth scopre che Gambler è stato pugnalato al cuore, quindi non è stato sparato. Courtney e Pat teorizzano che l'assassino abbia rubato il laptop di Gambler e decidono di consegnare la sua lettera alla figlia Rebecca. Il giorno seguente, Paula dice a Barbara che i Crocks sono innocenti. Sylvester interroga in modo aggressivo Shade, che ammette di aver incontrato Sharpe/Gambler una seconda volta per fare ammenda. Dopo l'allenamento, Courtney chiede a Sylvester di scusarsi con Shade, ma questo porta a un altro combattimento. Mike e Jakeem tentano di usare Thunderbolt per conoscere il nome dell'assassino, solo per scoprire che l'assassino ha molti nomi. Cameron lotta con i suoi poteri che gli impediscono di dipingere a causa di dolori alle mani. Quella notte, Rick lavora all'amuleto, Shade lascia Blue Valley per occuparsi di altre questioni, Cindy tenta di aprire il laptop di Gambler e Crusher e Paula notano che presto verrà scoperto un loro segreto.

## Chapter Three: The Blackmail
- Titolo originale: Chapter Three: The Blackmail
- Diretto da: Walter Carlos Garcia
- Scritto da: Taylor Streitz

### Trama
Cindy invia segretamente a Beth prove del fatto che Sharpe abbia ricattato i Crocks e informa Sylvester, sperando di ottenere la sua approvazione. Sylvester la rimprovera e affronta i Crocks da solo in un supermercato. Pat lo ferma e Crusher/Larry Crock ammette di aver quasi attaccato Gambler, ma non lo ha fatto visto sono stati ripagati. A scuola, Cameron ignora Courtney e dopo aver litigato con Rick, usa i suoi poteri per bucargli una gomma dell'auto. Nel frattempo, Sylvester cerca di trovare un lavoro, Paula si unisce a un Rotary club e Barbara lotta per ottenere l'approvazione del suo manager Tim. Quella notte, Pat cuce un costume, Paula affronta Tim nel suo ufficio per il trattamento riservato a Barbara e Cindy cerca di entrare nei file di Gambler su Dragon King. Cameron si scusa con Courtney e cammina con lei, ma se ne va all'improvviso. Mentre qualcuno continua a sorvegliare le telecamere Blue Valley, Sylvester torna sulla scena del crimine ma viene messo fuori combattimento da un assalitore ruggente.

## Chapter Four: The Evidence
- Titolo originale: Chapter Four: The Evidence
- Diretto da: Walter Carlos Garcia
- Scritto da: Paula Sevenbergen

### Trama
Sylvester viene portato d'urgenza in ospedale. Pat porta Dottor. McNider che spiega che Sylvester è ancora vivo perché lo scettro ha alterato la sua fisiologia. Sulla scena del crimine, Beth trova delle cellule cutanee che sembrano appartenere a Dragon King. Il giorno successivo, Courtney cerca di parlare con Cameron, ma questo lo fa arrabbiare e accidentalmente scatena i suoi poteri. Rivela che sa che la morte di Jordan non è stata un incidente e vuole continuare la sua eredità di aiutare le persone. Courtney lo convince a usare i suoi poteri per fare arte e i due si scambiano un bacio. Nel frattempo, Pat regala a Sylvester un nuovo costume da Starman. Quest’ultimo va alla ricerca di Dragon King nei tunnel sotto Blue Valley con Yolanda e Rick. La pelle di Cindy inizia a sviluppare squame e si rende conto che le cellule trovate sulla scena del crimine le appartenevano.

## Chapter Five: The Thief
- Titolo originale: Chapter Five: The Thief
- Diretto da: Lea Thompson
- Scritto da: Steve Harper

### Trama
Dopo che Cameron la accompagna a casa, Courtney ruba il file della JSA su Icicle. Cindy entra nel laptop di Sharpe e viene a conoscenza degli altri laboratori di suo padre, ma scappa proprio mentre entrano Sylvester, Yolanda e Rick. Il giorno successivo, Cindy rifiuta l'invito a unirsi alla squadra di Mike e Jakeem e in seguito discute un vecchio segreto con Cameron. Sylvester cerca in uno degli ex laboratori di Dragon King, ma non trova nulla. La JSA disapprova la relazione di Courtney con Cameron, anche se Sylvester consiglia loro di non lasciare che ciò influisca sulla squadra. Quella notte, Rick rimuove il limitatore della clessidra per ottenere periodi di forza più lunghi, Beth convince i suoi genitori a rimanere fuori dalla sua vita come Dottor Mid-Nite per impedire loro di incontrare lo stesso destino della sorella di Sylvester, e Courtney si intrufola in casa di Cameron per aiutarlo con i suoi poteri. Mentre Cindy indaga su uno dei laboratori di suo padre, Yolanda irrompe in casa sua e trova il laptop di Sharpe.

## Chapter Six: The Betrayal
- Titolo originale: Chapter Six: The Betrayal
- Diretto da: Lea Thompson
- Scritto da: Alfredo Septién, Turi Meyer

### Trama
Courtney continua ad allenare Cameron che, grazie ai suoi poteri, costruisce una scultura di ghiaccio di suo padre. Tornano a casa sua e incontrano Pat e Barbara che parlano con i suoi nonni di come hanno trascorso del tempo insieme. Lily è ostile, anche se Sofus vuole il meglio per Cameron. Quella notte, Beth scarica tutto sul laptop di Sharpe e Yolanda cerca di riportarlo a casa di Cindy per evitare sospetti, ma viene colta sul fatto. Rick si unisce a Yolanda nel combatterla e notano le sue squame di Cindy. Beth scopre sul computer le telecamere di sorveglianza di Blue Valley e vede la rissa, quindi chiama Courtney per fermarli. Cindy rivela con rabbia che Courtney ha allenato Cameron e minaccia di parlargli del suo ruolo nella morte di Icicle. Yolanda e Rick si scagliano contro Courtney e Sylvester la consola. Più tardi, Beth dice a Pat e Courtney che sono osservati tramite una telecamera nella cucina mentre la persona che li sorveglia continua a lavorare su un puzzle di un teschio.

## Chapter Seven: Infinity Inc. Part One
- Titolo originale: Chapter Seven: Infinity Inc. Part One
- Diretto da: Glen Winter
- Scritto da: James Dale Robinson

### Trama
Sei mesi prima, Jennie indossa per la prima volta l'anello di suo padre. In quel momento, suo fratello Todd Rice viene raggiunto da una forza oscura e trovato dalla polizia. Lo portano all'Helix Institute, dove viene presentato alla dottoressa Love e a Mr. Bones.                  Nel presente, Beth e Sylvester spengono la rete elettrica di Blue Valley mentre la JSA lavora per trovare e distruggere le telecamere. Yolanda viene beccata da Maria e viene cacciata dopo essersi rifiutata di consegnare il suo telefono, quindi va da Barbara e Mike. Nel frattempo, Shade ritorna e porta Courtney e Pat da Jennie sotto l'Helix Institute. Shade e Jennie hanno attinto ai reciproci poteri da quando Jennie è stata infettata da residui di materia oscura, e Courtney teorizza che salvare Todd consentirà loro di interrompere il collegamento. Lo trovano tenuto sotto una luce che sopprime i suoi poteri e afferma che, se rimosso dalla luce, distruggerà il mondo. Jennie cerca di liberarlo, ma inavvertitamente scatena un'ondata di energia oscura che manda Pat e Shade nelle Terre dell'Ombra.

## Chapter Eight: Infinity Inc. Part Two
- Titolo originale: Chapter Eight: Infinity Inc. Part Two
- Diretto da: Glen Winter
- Scritto da: Paula Sevenbergen, Robbie Hyne

### Trama
Incapaci di andarsene, Pat e Shade incontrano le illusioni della loro famiglia e di Sharpe. Shade è deriso dalla sua decisione di ignorare la sorella morente Emily mentre Pat affronta le sue relazioni tese con suo padre e Mike. Nel frattempo, Courtney si sveglia rinchiusa nell'ufficio di Love. Bones and Love spiegano che i pazienti dell’Helix si tengono volentieri isolati a causa dei loro pericolosi poteri, ma Courtney crede che la luce di Jennie possa aiutare Todd. Con riluttanza permettono a Jennie di riunirsi con Todd, calmando i suoi poteri e permettendo a Pat e Shade di tornare. Quando il gruppo se ne va, Bones pensa di formare la propria squadra. Pat convince Shade a fare da mentore a Todd, e parte con lui e Jennie per New York alla ricerca di Sandy Hawkins, che ha incubi profetici e ha aiutato Jennie a trovare Todd. Courtney e Pat prendono un autobus per tornare a casa e lei decide di fare ammenda con la sua squadra. Nelle fogne di Blue Valley, una figura incappucciata prende a pugni uno dei monitor delle telecamere.

## Chapter Nine: The Monsters
- Titolo originale: Chapter Nine: The Monsters
- Diretto da: Andi Armaganian
- Scritto da: Geoff Johns

### Trama
Courtney si riconcilia con la JSA e ottiene il loro sostegno nel dire la verità a Cameron. Rick è riluttante, ma accetta di aiutarli. Il signor Deisinger cerca di convincere Sofus e Lily a lasciare che Cameron si unisca al suo corso di arte, ma viene ucciso da Lily. Mentre Pat cerca la madre di Mike online, Paula cerca di insegnare a Barbara l'autodifesa. Quando Courtney incontra Cameron, Beth scopre che il segnale della telecamera proviene da casa sua. Lily attacca Courtney e il resto della JSA irrompe in casa. Il padre di Beth le fa attivare la modalità di combattimento della sua tuta e combatte contro Sofus insieme ad Artemis, mentre Rick e Yolanda combattono Cameron e Lily. Dopo che Cameron ha sconfitto Rick, Lily gli dice di ucciderlo, ma Sofus lo ferma supplicandolo di non farsi travolgere dalla rabbua come fece suo padre. Nel dire ciò, Sofus subisce un infarto, anche se Beth è in grado di usare i suoi guanti come defibrillatori per salvarlo. Nel frattempo, Mike, Jakeem e Thunderbolt cercano Cindy in una fattoria, ma vengono attaccati da un mostro che giura di ucciderli tutti quanti.

## Chapter Ten: The Killer
- Titolo originale: Chapter Ten: The Killer
- Diretto da: Andi Armaganian
- Scritto da: James Dale Robinson, Taylor Streitz

### Trama
Sylvester teorizza che il segnale proveniente dalla casa Mahkent fosse una distrazione. Sofus torna a casa dall'ospedale e viene interrogato da Pat e Sylvester su dove si trovano Mike e Jakeem. Beth e i suoi genitori curano le ferite di Rick e notano la sua crescente aggressività e dipendenza dalla clessidra. Paula difende Barbara da Lily e in seguito le insegna come usare una balestra. Courtney dice a Cameron di aver ucciso suo padre e lui afferma che non vuole rivederla. Nella foresta, Mike e Jakeem trovano Cindy, che ha dato la caccia al mostro. Dopo essere tornati a casa usando Thunderbolt, Pat e Sylvester identificano il mostro come l'Ultra-Humanite, un vecchio nemico della JSA e associato di Dragon King. Crusher e Paula convincono Sofus e Lily a perdonare tutti per amore di Cameron. Quella notte, dopo che Artemis li ha chiamati riguardo al suo ingresso al college, Crusher e Paula trovano la stanza del monitor nelle fogne e vengono congelati a morte da Jordan Mahkent, alias Icicle.

## Chapter Eleven: The Haunting
- Titolo originale: Chapter Eleven: The Haunting
- Diretto da: Jennifer Phang
- Scritto da: Steve Harper, Maytal Zchut

### Trama
Dopo la sua presunta morte, i frammenti di Jordan si ritirarono nelle fogne, dove trascorsero l'anno successivo a riformarsi. Nel presente, Artemis e la JSA seguono la maschera di Crusher nelle fogne, dove trovano i resti suoi e di Paula. Jordan torna a casa e dice alla sua famiglia che è stato Mike a colpirlo, ma non intende vendicarsi. Poi ritorna all'American Dream, dove dice a Barbara che è disposto ad aiutare la JSA a sconfiggere l'Ultra-Humanite e afferma che l'uccisione di Crusher e Paula è stato un incidente. Mike e Jakeem non sono in grado di depotenziare Jordan con Thunderbolt poiché toglierli i poteri lo ucciderebbe e Thunderbolt non è autorizzato a uccidere. Anche Cindy accetta la loro alleanza. Quella notte, Cameron cerca di riaccendere la sua relazione con Courtney. Dopo aver incontrato brevemente Jordan, Sylvester le chiede se può prendere lo scettro per uccidere Jordan. Barbara fa stare Artemis con i Whitmore-Dugan. Yolanda dice a sua madre che ha mentito solo per proteggerla. Nella foresta, Jordan dice all'Ultra-Humanite, "È ora".

## Chapter Twelve: The Last Will and Testament of Sylvester Pemberton
- Titolo originale: Chapter Twelve: The Last Will and Testament of Sylvester Pemberton
- Diretto da: Jennifer Phang
- Scritto da: Alfredo Septién, Turi Meyer

### Trama
Nei flashback, Winters complotta con Dragon King per catturare un gorilla albino da usare come nuovo corpo. Nel presente, Sylvester promette ad Artemis che ucciderà Jordan al suo posto e dice a Beth e Yolanda di trovare successori per gli altri membri caduti della JSA. Jordan dice a Cameron che l'Ultra-Humanite potrebbe aver attaccato Deisinger e si offre di inseguirlo. Mentre Sylvester parte per combattere Jordan, rimprovera Pat, distrugge STRIPE e ruba lo scettro a Courtney. Pat si rende conto che Sylvester stava mentendo per proteggerlo e lo segue, solo per essere messo fuori combattimento da Sylvester, che si scopre essere in combutta con Jordan. Nel frattempo, con l'aiuto di Thunderbolt, Jakeem, Mike e Cindy trovano uno dei laboratori di Dragon King, ma subiscono un'imboscata da parte dell'Ultra-Humanite, che si rendono conto che ha il cervello di Dragon King. Rick dice alla JSA che Sylvester gli ha fatto rimuovere il limitatore della clessidra, e Beth nota che Rex è diventato dipendente senza il limitatore e che Sylvester lo sapeva. Pat si risveglia e viene sepolta viva nientemeno che da "Sylvester", che ha sempre avuto la mente dell'Ultra-Humanite.

## Chapter Thirteen: The Reckoning
- Titolo originale: Chapter Thirteen: The Reckoning
- Diretto da: Walter Carlos Garcia
- Scritto da: Geoff Johns

### Trama
Pat fugge e rivela la verità su Sylvester prima di unirsi a Barbara, al gruppo di Mike e alla JSA per combattere Sylvester e i Mahkent alla discarica. Lily viene schiacciata a morte da un'auto che cade; Courtney si riprende la staffa; Jakeem ordina a Thunderbolt di trasformare Dragon King in un animale di pezza; Pat danneggia irreversibilmente il cervello dell'Ultra-Humanite e Cameron frantuma Jordan prima di andarsene con Sofus. Successivamente, Rick si scusa con la famiglia di Beth e Beth lascia che i suoi genitori diventino i suoi aiutanti. Pat mantiene il corpo di Sylvester in supporto vitale, Mike incontra sua madre, Courtney consegna la lettera di Sharpe a Rebecca e poi si riunisce con Cameron, Grundy si risveglia e Yolanda dice a sua madre la verità. Tre mesi dopo, Artemis fa bruciare Jordan vivo a Copenaghen. Nei dieci anni successivi, il cervello di Sylvester viene ritrovato e lui viene rianimato, la JSA salva gli altri Sette Soldati della Vittoria da Nebula Man e Rick e Beth si fidanzano. Mentre lavora come guida turistica per un museo della JSA, Shade viene interrotto da Jay Garrick, che gli dice che la JSA è necessaria e che le avventure non sono finite.